# Campionatul Mondial de Gimnastică Artistică din 2006
Campionatul Mondial de Gimnastică Artistică din 2006 s-a desfășurat în perioada 13–21 octombrie 2007 la Aarhus în Danemarca.

## Medaliați
| Probă             | Aur                                                                 | Argint | Bronz                                                                                                 |
| Masculin          |                                                                     | | |
| Echipe            | China Chen Yibing Feng Jing Liang Fuliang Xiao Qin Yang Wei Zou Kai | Rusia Maksim Deviatovski Dimitri Gogotov Serghei Horokhordin Nikolai Kryukov Yury Ryazanov Alexander Safoshkin     | Japonia Hisashi Mizutori Takehito Mori Takuya Nakase Eichi Sekiguchi Hiroyuki Tomita Naoya Tsukahara  |
| Individual compus | Yang Wei (CHN)                                                      | Hiroyuki Tomita (JPN)                                                                                              | Fabian Hambüchen (GER)                                                                                |
| Sol               | Marian Drăgulescu (ROU)                                             | Diego Hypólito (BRA)                                                                                               | Kyle Shewfelt (CAN)                                                                                   |
| Cal cu mânere     | Xiao Qin (CHN)                                                      | Prashanth Sellathurai (AUS)                                                                                        | Alexander Artemev (USA)                                                                               |
| Inele             | Chen Yibing (CHN)                                                   | Yordan Yovchev (BUL)                                                                                               | Yuri van Gelder (NED)                                                                                 |
| Sărituri          | Marian Drăgulescu (ROU)                                             | Dimitri Kaspiarovich (BLR)                                                                                         | Fabian Hambüchen (GER)                                                                                |
| Paralele          | Yang Wei (CHN)                                                      | Hiroyuki Tomita (JPN) · Yoo Won-chul (KOR)                                                                         | N/A                                                                                                   |
| Bară fixă         | Philippe Rizzo (AUS)                                                | Aljaž Pegan (SLO)                                                                                                  | Vlasios Maras (GRE)                                                                                   |
| Feminin           |                                                                     | | |
| Echipe            | China Zhou Zhuoru Zhang Nan Cheng Fei Pang Panpan He Ning Li Ya     | Statele Unite ale Americii Jana Bieger Chellsie Memmel Alicia Sacramone Nastia Liukin Natasha Kelley Ashley Priess | Rusia Anna Grudko Svetlana Klyukina Polina Miller Anna Pavlova Kristina Pravdina Elena Zamolodchikova |
| Individual compus | Vanessa Ferrari (ITA)                                               | Jana Bieger (USA)                                                                                                  | Sandra Izbașa (ROU)                                                                                   |
| Sărituri          | Cheng Fei (CHN)                                                     | Alicia Sacramone (USA)                                                                                             | Oksana Chusovitina (GER)                                                                              |
| Paralele inegale  | Beth Tweddle (GBR)                                                  | Nastia Liukin (USA)                                                                                                | Vanessa Ferrari (ITA)                                                                                 |
| Bârnă             | Iryna Krasnianska (UKR)                                             | Sandra Izbașa (ROU)                                                                                                | Elyse Hopfner-Hibbs (CAN)                                                                             |
| Sol               | Cheng Fei (CHN)                                                     | Jana Bieger (USA)                                                                                                  | Vanessa Ferrari (ITA)                                                                                 |

## Clasament pe medalii
| Loc | Țară                       | Aur | Argint | Bronz | Total |
| --- | -------------------------- | --- | ------ | ----- | ----- |
| 1   | China                      | 8   | 0      | 0     | 8     |
| 2   | România                    | 2   | 1      | 1     | 4     |
| 3   | Australia                  | 1   | 1      | 0     | 2     |
| 4   | Italia                     | 1   | 0      | 2     | 3     |
| 5   | Marea Britanie             | 1   | 0      | 0     | 1     |
| 5   | Ucraina                    | 1   | 0      | 0     | 1     |
| 7   | Statele Unite ale Americii | 0   | 5      | 1     | 6     |
| 8   | Japonia                    | 0   | 2      | 1     | 3     |
| 9   | Rusia                      | 0   | 1      | 1     | 2     |
| 12  | Belarus                    | 0   | 1      | 0     | 1     |
| 12  | Brazilia                   | 0   | 1      | 0     | 1     |
| 12  | Bulgaria                   | 0   | 1      | 0     | 1     |
| 12  | Coreea de Sud              | 0   | 1      | 0     | 1     |
| 12  | Slovenia                   | 0   | 1      | 0     | 1     |
| 15  | Germania                   | 0   | 0      | 3     | 3     |
| 16  | Țările de Jos              | 0   | 0      | 1     | 1     |
| 16  | Grecia                     | 0   | 0      | 1     | 1     |

## Legături externe
- en  wch2006art.com, site-ul oficial